# 芭比之美人魚歷險記2
《芭比之美人魚歷險記2》（英語：Barbie in A Mermaid Tale 2）是环球影业發行的錄影帶首映動畫電影作品。於2012年3月6日以DVD的形式在加拿大首次發售，並於2012年3月25日在美國的尼克儿童频道上播出。該作為芭比動畫系列的第22部電影，也是《芭比之美人魚歷險記》（2010年）的續集。凱莉·謝里丹再次回歸擔任芭比的配音。故事講述了梅麗亞·桑瑪斯（Merliah Summers）去澳大利亞參加大型沖浪比賽的故事。當邪惡的美人魚愛麗絲再次計劃接管海洋王國時，她開始與時間賽跑，以拯救海洋王國和完成沖浪比賽。
香港於2012年3月28日由洲立影視有限公司代理發行DVD和VCD。
台灣於2012年6月8日由緯麟集團和傳訊時代多媒體聯合代理發行DVD。6月15日由得利影視股份有限公司代理發行DVD。
中国大陆由新汇集团上海声像出版社有限公司和上海新索音乐有限公司联合发行DVD。

## 劇情
在上一部電影的事件發生一年後，梅麗亞·桑瑪斯（Merliah Summers）正在參加一場沖浪邀請賽的預賽。梅麗亞以微弱的優勢擊敗對手賽莉·摩根（Kylie Morgan）獲得了第一名，盡管兩人都將在澳大利亞參加決賽。
梅麗亞用她的魔法項鏈把自己變成了美人魚，打算前往海洋王國把這個好消息告訴她的母親—克麗莎女王。而克麗莎正在為在新西蘭深海的阿奎莉亞古城舉行的“改朝換代儀式”做準備，該儀式每二十年舉行一次，目的是為了讓海洋王國的繼任者成為王室的正式成員，並賦予其轉動摩瑞麗亞的強大力量。克麗莎曾經因為受到這種力量的影響而改變了尾巴，她擔心梅麗亞主持儀式會因此永遠不能再變回人類。但由於梅麗亞是海洋王國的公主，克麗莎希望梅麗亞能準時觀禮這場儀式，不巧的是沖浪比賽正好在同一天舉行，這引起了她們的爭吵，之後她們分道揚鑣。
在澳大利亞的下一輪比賽中，賽莉擊敗了梅麗亞，因為她故意衝到了梅麗亞的沖浪板，導致她落水了。盡管賽莉贏了，梅麗亞的倒立衝浪動作還是吸引了觀眾的注意。那天晚上，在夏威夷宴會上，賽莉被一條名叫亞利斯泰的魚接近。它告訴賽莉，它知道怎樣能在第二天的衝浪比賽中打敗梅麗亞。在賽莉的追問下，亞利斯泰開始誘騙賽莉，透露出梅麗亞有一條魔法項鏈，這條項鏈會賜予她獲勝的法力，並唆使賽莉去偷走梅麗亞的項鏈。於是，賽莉偷走了梅麗亞為拍攝寫真而取下的魔法項鏈，戴上項鏈後的她變成了一條美人魚。隨後，亞利斯泰將賽莉引誘到水下的深溝里，因為愛麗絲仍被困在那裡的漩渦中。看見賽莉變成美人魚的海獅皮皮，偷偷地跟在他們後面。亞利斯泰和愛麗絲誘騙賽莉進入漩渦，因此替代了愛麗絲的位置，從而釋放了她。愛麗絲企圖在“改朝換代儀式”來臨之時坐在王座上，這樣她就可以獲得轉動摩瑞麗亞的力量，海洋就是她的了。
看到這一切的皮皮回到水面上，將這件事告訴了梅麗亞。梅麗亞跟着皮皮來到了海溝的漩渦前，並利用海草將賽莉從漩渦中解救了出來，因此導致漩渦不穩定而自毀了。賽莉感謝梅麗亞，還為偷她項鏈的事而道歉。但她在回去之前還要戴着項鏈，這樣她就可以在水下呼吸。梅麗亞告訴賽莉，她的姨媽愛麗絲從漩渦里逃了出來，這樣她就會想辦法控制整個海洋，並奴役海洋里所有的生命。於是，賽莉答應幫助梅麗亞阻止愛麗絲。
愛麗絲和亞利斯泰來到阿奎莉亞，以便讓愛麗絲能親自主持“改朝換代儀式”。一路上，愛麗絲和亞利斯泰遇到了一群巨大而強壯的放電魚，叫做“瞻星魚”。愛麗絲用她的新咒語威脅它們，於是它們同意服從她的命令。正當克麗莎和海洋大使—米諾貝拉、凱特琳、賽琳娜和蕾娜塔在等待正午的太陽來臨並開始儀式時，她們遭到了愛麗絲的襲擊。愛麗絲成功地對克麗莎施了噩夢咒語，使她的尾巴變得沈重，並把她拖下去困在了海底，因此她不能坐在王座上主持儀式了。愛麗絲還對所有大使施了噩夢咒語並將她們關在了籠子里。
梅麗亞、賽莉、皮皮在途中遇到了祖瑪，祖瑪帶領她們在海底找到了克麗莎，之後克麗莎和梅麗亞和解了。由於克麗莎無法移動，梅麗亞決定擔負起拯救海洋王國的責任，代替克麗莎坐上王座舉行儀式，盡管這樣做將使她永遠成為美人魚。梅麗亞、賽莉、祖瑪和皮皮一同去了阿奎莉亞，在那里她們設計分散了警戒中的瞻星魚，這讓大使們趁機逃出了籠子。於是大家齊心協力制服了瞻星魚和愛麗絲。梅麗亞設法在正確的時間坐上王座，但這並沒有產生任何反應，因為她不是以美人魚的形態坐在王座上，所以無法啟動王座。於是，愛麗絲試圖將梅麗亞趕下王座，然而賽莉及時地將項鏈遞給了梅麗亞。最終，儀式完成了，梅麗亞解開了愛麗絲的所有咒語，並被賦予了一條新的尾巴。愛麗絲試圖對梅麗亞施咒，但她把咒語反射到了愛麗絲身上。因此，愛麗絲被困在了自己最害怕的噩夢裡，她最害怕的是她的尾巴變成了雙腿。大使們隨後逮捕了愛麗絲，她們承諾會給她找一個比漩渦更可靠的地方，然後將她帶走了。
梅麗亞、克麗莎和賽莉及時遊到水面，趕上沖浪比賽的決賽。克麗莎允許賽莉保留魔法項鏈，因為她已經通過幫助她們證明了自己。雖然梅麗亞已經接受了她的責任，但她還是希望自己能變回人類參加比賽，於是她的尾巴奇跡般的變回了雙腿。克麗莎解釋說，這個儀式已經把梅麗亞變成了完整的身份，而梅麗亞的真實自我既是美人魚又是人類。
在比賽中，梅麗亞被她新發現的能力分散了注意力，當她把手接觸到水面時，她可以創造出摩瑞麗亞。於是，梅麗亞給賽莉創造了奪冠的機會，最終賽莉贏得了沖浪比賽，她把梅麗亞帶到舞台上，在歡呼的人群面前分享冠軍獎杯。

## 配音員
| 角色                           | 英語原聲                          | 國語配音 | 國語配音 | 國語配音 |
| 角色                           | 英語原聲                          | 中国大陆 | 台湾     | 广东话   |
| ------------------------------ | --------------------------------- | -------- | -------- | -------- |
| 梅麗亞（Merliah）              | 凱莉·謝里丹                       | 鍾薇     | 傅其慧   | 楊婉潼   |
| 赛莉（Kylie）                  | 艾希莉·波爾                       | 周莹     | 丘梅君   | 姜嘉蕾   |
| 愛麗絲（Eris）                 | 凱斯琳·巴爾                       | 周莹     | 崔幗夫   | 楊卓娜   |
| 芳倫（Fallon）                 | 納奇亞·布瑞斯                     | 周筠     | 龍顯蕙   | 周文瑛   |
| 哈莉（Hadley）                 | 瑪莉克·亨德里克瑟                 | 谢佳     | 馮嘉德   | 梁少霞   |
| 克麗莎（Calissa）              | 妮可·奧利佛                       | 陈玉美   | 楊凱凱   |          |
| 賽琳娜（Selena）               | 芭芭拉·泰森                       | 陈玉美   | 錢欣郁   |          |
| 布立克（Break）                | 加里·查克                         | 张立昆   |          |          |
| 卡莉（Callie）                 | 瑪莉克·亨德里克瑟                 | 宋双佳   |          |          |
| 艾莉（Allie）                  | 凱莉·梅茲格                       | 宋双佳   |          |          |
| 米諾貝拉（Mirabella）          | 布里特妮·厄文                     | 宋双佳   |          |          |
| 喬琪（Georgie Majors）         | 詹妮弗·卡梅隆（Jennifer Cameron） | 潘宁     |          |          |
| 凱特琳（Kattrin）              | 基拉·托澤爾                       | 赵冰冰   |          |          |
| 亞利斯泰（Alistair）           | 阿里斯塔爾·阿貝爾                 | 孙中文   |          |          |
| 蕾娜塔（Renata）               | 贝瑟尼·布朗（Bethany Brown）      | 蔡丽蓉   | 馬君珮   |          |
| 祖瑪（Zuma）                   | 塔碧莎·卓曼                       | 李霞     | 林美秀   |          |
| 利莫（Remo）                   | 阿里斯塔爾·阿貝爾                 | 赵威     |          |          |
| 瞻星魚隊長（Stargazer Leader） | 安德鲁·弗朗西斯                   | 张济平   |          |          |
| 播音員（Announcer）            | 彼得·梅尔（Peter Mel）            | 许秉洐   |          |          |
| 皮皮（Snouts）                 | 凱斯琳·巴爾                       | 原聲     | 原聲     | 原聲     |

## 歌曲
Do the Mermaid
创作：Damon Elliott, Rob Hudnut
演唱：Kiana Lede Brown
Queen of the Waves
创作：Amy Powers, Jeannie Lurie, Gabriel Mann, Rob Hudnut
演唱：T-Marie

## 配音譯製人員
中国大陆國語版工作人員
- 翻译/对白领班：蔡济生
- 对白录音师：赖佳生
- 对白编辑：邓显辉
- 制作统筹：叶惠虹
- 国际项目统筹：Chrystel Alard、Angela Sa

## 備註
1. 1 2  依照芭比系列電影上映次序。
2. ↑  依照《芭比之美人魚歷險記》系列電影故事發生的時間次序。

## 資料來源
1. ↑  . 2022-11-25  [2022-11-26]. （原始内容存档于2022-11-26）.
2. ↑  . 2022-11-25.
3. ↑  . The Futon Critic. 2022-11-25.
4. ↑  . 2022-11-25  [2022-11-25]. （原始内容存档于2022-11-25）.
5. ↑  . 2022-11-25  [2022-11-25]. （原始内容存档于2022-11-25）.
6. ↑  . 2022-11-25  [2022-11-25]. （原始内容存档于2022-11-25）.
7. ↑  . 2022-11-25  [2022-11-25]. （原始内容存档于2022-11-25）.

## 外部連結
- 《芭比之美人魚歷險記2》 （页面存档备份，存于） - 環球影業家庭娛樂（英文）
- 在Netflix上觀看《芭比之美人魚歷險記2》
- 互联网电影数据库（IMDb）上《芭比之美人魚歷險記2》的资料（英文）
- AllMovie上《芭比之美人魚歷險記2》的资料（英文）
- 爛番茄上《芭比之美人魚歷險記2》的資料（英文）
- 豆瓣电影上《芭比之美人魚歷險記2》的資料 （简体中文）